# 姫路市立大津小学校
姫路市立大津小学校（ひめじしりつ おおつしょうがっこう）は、兵庫県姫路市大津区天満に所在する公立小学校。

## 沿革
- 1875年（明治8年） - 西土井、天満、勘兵衛に天栖小学校を、平松、長松、吉美、大江島に津川小学校を創立。
- 1884年（明治17年） - 天栖小学校と津川小学校を合併し、天津小学校と改称。
- 1891年（明治24年）5月 - 大津尋常小学校と改称。
- 1902年（明治35年）4月 - 大津尋常高等小学校と改称。
- 1941年（昭和16年）4月 - 大津国民学校と改称。
- 1946年（昭和21年）3月1日 - 大津村と姫路市が合併し、姫路市立大津国民学校と改称。
- 1947年（昭和22年）4月1日 - 姫路市立大津小学校と改称。
- 1974年（昭和49年）4月1日 - 姫路市立大津茂小学校を分離[1]。
- 1983年（昭和58年）4月6日 - 姫路市立南大津小学校を分離。

## 通学区域
- 大津区西土井（姫路市立大津茂小学校校区を除く）、大津区天満、大津区北天満町、大津区長松、大津区平松、大津区天神町一丁目、大津区恵美酒町一丁目、大津区新町一丁目、大津区新町二丁目、大津区大津町一丁目（市道大津29号線以南）[2]

全域が姫路市立大津中学校の校区となる。

## 主な出身者
- 鍋倉那美（柔道家・63kg級）
- 名倉潤（ネプチューンのリーダー）

## 通学区域が隣接している学校
- 姫路市立南大津小学校
- 姫路市立広畑第二小学校
- 姫路市立勝原小学校
- 姫路市立大津茂小学校
- 姫路市立網干小学校